# MOSFET a canale corto
Il MOSFET a canale corto è un MOSFET caratterizzato da una lunghezza di canale inferiore al micrometro. Una lunga serie di effetti parassiti che potevano essere tranquillamente ignorati per il transistore normale diventano molto rilevanti a causa delle dimensioni ridotte.
Uno degli effetti parassiti più importanti è la saturazione della velocità di trascinamento (o drift) degli elettroni in presenza di un campo elettrico molto elevato. Ciò comporta una sensibile riduzione della corrente nel dispositivo.